# Angie Turner King
Angie Lena Turner King (ur. 9 grudnia 1905 w Elkhorn, zm. 28 lutego 2004 w Institute) – amerykańska chemiczka, matematyczka i pedagożka. King była wykładowczynią chemii i matematyki w West Virginia State High School oraz profesorem chemii i matematyki w West Virginia State College (obecnie West Virginia State University).

## Życiorys
Angie Lena Turner urodziła się w społeczności górniczej Elkhorn w hrabstwie McDowell w Zachodniej Wirginii. Matka zmarła, gdy Angie miała osiem lat. Była najstarszą córką, miała dwoje rodzeństwa. Turner ukończyła szkołę średnią w wieku 14 lat w 1919 roku i studiowała w Bluefield Coloured Institute (obecnie Bluefield State College), zanim przeniosła się do West Virginia State (wówczas znanego jako West Virginia Collegiate Institute). Ukończyła z wyróżnieniem studia w 1927 roku, uzyskując tytuł licencjata w dziedzinie chemii i matematyki. Była jedną z pierwszych Afroamerykanek, które uzyskały stopnie naukowe z chemii i matematyki.
Swoją karierę nauczycielską rozpoczęła w West Virginia State High School, uczęszczała do szkoły podyplomowej na Cornell University. Jej praca magisterska z chemii była zatytułowana „The Interaction Between Solutions of Tannic Acid and Hydrous Ferric Oxide”. Tytuł magistra chemii fizycznej uzyskała w Cornell w 1931 roku. Latem 1939 r. Turner ukończyła studia podyplomowe z pedagogiki na Uniwersytecie w Chicago. 
Turner poślubiła Roberta Elemore Kinga 9 czerwca 1946 roku w Institute w Zachodniej Wirginii. Mieli pięć córek. Robert zmarł w 1958 roku. Po ośmiu latach nauczania w szkole średniej, King została profesorem nadzwyczajnym w West Virginia State College. Po wybuchu II wojny światowej uczyła chemii żołnierzy z jednostki Army Specialized Training Program (ASTP) ze stanu Wirginia Zachodnia. King uczęszczała na University of Pittsburgh, gdzie w 1955 roku uzyskała tytuł doktora w zakresie edukacji ogólnej. Doradzała kilku studentom, w tym Margaret Strickland Collins, Katherine Johnson i Jasperowi Brownowi Jeffriesowi.
King uczęszczała na University of Pittsburgh we wczesnych latach pięćdziesiątych XX wieku, uzyskując stopień doktora w zakresie edukacji ogólnej w 1955 roku. Jej rozprawa nosiła tytuł An Analysis of Early Algebra Textbooks Used in American Secondary Schools before 1900. Była pierwszą Afroamerykanką, która tego dokonała.
W latach siedemdziesiątych podróżowała do Afryki, aby odwiedzić misje prezbiteriańskie i uzyskać informacje na temat statusu kobiet w Zairze, Kenii i Etiopii; wygłosiła prezentację „Status kobiet w Afryce Wschodniej” dla oddziału American Association of University Women w Lewisburgu w 1974 roku. Była członkinią American Chemical Society, West Virginia Academy of Science i American Association of University Professors.
King przewodniczyła Komisji ds. Statusu Kobiet Zachodniej Wirginii. Po przejściu na emeryturę w 1980 nadal mieszkała w kampusie stanu Wirginia Zachodnia, a w 1992 roku szkoła nadała jej honorowy tytuł Doctor of Laws. Angie Lena Turner King zmarła 28 lutego 2004 r. w Institute w Zachodniej Wirginii.